# Nokturnal Mortum
Nokturnal Mortum er et black metal-band fra Ukraine. De bliver associeret med NSBM-bevægelsen.

## Historie
Bandet var tidligere kendt som Suppuration, derefter Crystalline Darkness og endelig Nocturnal Mortum (med et c). Nokturnal Mortum fik deres første vestlige opmærksomhed ved udgivelsen af albummet Goat Horns, deres andet studiealbum, og blev kendt for at have to keyboardspillere på albummet, ofte endda på samme sang. Bandet indspillede en coverversion af Burzums "My Journey To The Stars" til hyldestalbummet Visions - A Tribute to Burzum.

## Medlemmer
- Knjaz Varggoth – Vokal, guitar
- Saturious – Keyboard
- Vrolok – Bas
- Astargh – Guitar
- Odalv – Trommer

### Tidligere medlemmer
- Sataroth – Keyboard
- Karpath – Guitar
- Munruthel – Trommer
- Alzeth – Guitar
- Wortherax – Guitar
- Xaarquath – Bas

## Diskografi

### Album
- 1997: Goat Horns
- 1998: To The Gates Of Blasphemous Fire
- 2000: NeChrist
- 2005: Weltanschauung
- 2008: The Voice Of Steel

### Ep'er
- 1997: Return Of The Vampire Lord
- 1997: Marble Moon
- 2003: The Taste Of Victory
- 2007: Eastern Hammer

### Demoer
- 1995: Twilightfall
- 1995: Black Clouds Over Slavonic Lands
- 1996: Lunar Poetry

### Splits
- 1997: Path Of The Wolf / Return Of The Vampire Lord (med Lucifugum)

### Andre
- 2004: Eleven Years Among The Sheep (opsamlingsalbum)